# Liste der Countys in Washington
Der US-Bundesstaat Washington ist in 39 Countys unterteilt:

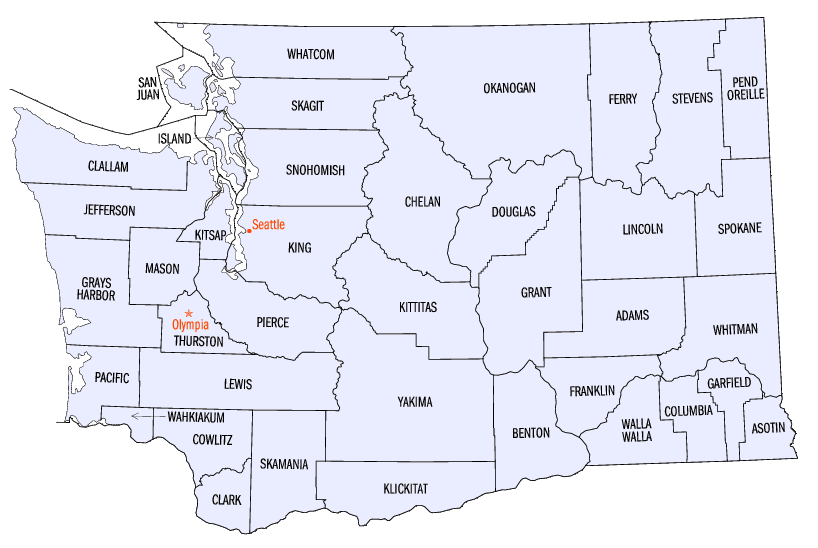
Karte der Countys im US-Bundesstaat Washington

| County              | Verwaltungssitz | Einwohner (2010) | Fläche in km² |
| ------------------- | --------------- | ---------------- | ------------- |
| Adams County        | Ritzville       | 18.728           | 1.925         |
| Asotin County       | Asotin          | 21.623           | 636           |
| Benton County       | Prosser         | 175.177          | 1.703         |
| Chelan County       | Wenatchee       | 72.453           | 2.922         |
| Clallam County      | Port Angeles    | 71.404           | 1.745         |
| Clark County        | Vancouver       | 425.363          | 628           |
| Columbia County     | Dayton          | 4.078            | 869           |
| Cowlitz County      | Kelso           | 102.410          | 1.139         |
| Douglas County      | Waterville      | 38.431           | 1.821         |
| Ferry County        | Republic        | 7.551            | 2.204         |
| Franklin County     | Pasco           | 78.163           | 1.242         |
| Garfield County     | Pomeroy         | 2.266            | 710           |
| Grant County        | Ephrata         | 89.120           | 2.681         |
| Grays Harbor County | Montesano       | 72.797           | 1.917         |
| Island County       | Coupeville      | 78.506           | 209           |
| Jefferson County    | Port Townsend   | 29.872           | 1.809         |
| King County         | Seattle         | 1.931.249        | 2.126         |
| Kitsap County       | Port Orchard    | 251.133          | 396           |
| Kittitas County     | Ellensburg      | 40.915           | 2.297         |
| Klickitat County    | Goldendale      | 20.318           | 872           |
| Lewis County        | Chehalis        | 75.455           | 2.408         |
| Lincoln County      | Davenport       | 10.570           | 2.311         |
| Mason County        | Shelton         | 60.699           | 961           |
| Okanogan County     | Okanogan        | 41.120           | 5.268         |
| Pacific County      | South Bend      | 20.920           | 975           |
| Pend Oreille County | Newport         | 13.001           | 1.400         |
| Pierce County       | Tacoma          | 795.225          | 1.676         |
| San Juan County     | Friday Harbor   | 15.769           | 175           |
| Skagit County       | Mount Vernon    | 116.901          | 1.735         |
| Skamania County     | Stevenson       | 11.066           | 1.656         |
| Snohomish County    | Everett         | 713.335          | 2.090         |
| Spokane County      | Spokane         | 471.221          | 1.764         |
| Stevens County      | Colville        | 43.531           | 2.478         |
| Thurston County     | Olympia         | 252.264          | 727           |
| Wahkiakum County    | Cathlamet       | 3.978            | 264           |
| Walla Walla County  | Walla Walla     | 58.781           | 1.270         |
| Whatcom County      | Bellingham      | 201.140          | 2.120         |
| Whitman County      | Colfax          | 44.776           | 2.159         |
| Yakima County       | Yakima          | 243.231          | 4.296         |